# Paddy Clohessy
Patrick „Paddy“ Clohessy (* 16. April 1908 in Fedamore, County Limerick; † 6. August 1971 ebenda) war ein irischer Sportler und Politiker der Fianna Fáil. Von 1957 bis 1969 war er Teachta Dála (Abgeordneter) im Dáil Éireann, dem irischen Unterhaus.

## Biografie
Clohessy spielte gemeinsam mit seinen Brüdern Hurling beim örtlichen Verein in Fedamore. Er war Half-back und trat ab 1928 in der Auswahl des County Limerick. 1933 erzielte er den Titel in der Provinz Munster. Er konnte dann weitere Titel und auch den nationalen Titel erringen. 
Nach seiner sportlichen Karriere arbeitete er als Landwirt. Bei den Wahlen 1954 trat er im Wahlkreis Limerick East an. Er erreichte jedoch nicht genügend Stimmen, um in den Dáil einzuziehen. Er konnte bei den nachfolgenden Wahlen 1957 dann erfolgreich einen Sitz erringen, den er bei den Wahlen 1961 und 1965 verteidigen konnte.
Sein Neffe Peadar Clohessy war ebenfalls Politiker.